# Falcileptoneta usihanana
Falcileptoneta usihanana är en spindelart som först beskrevs av Komatsu 1961.  Falcileptoneta usihanana ingår i släktet Falcileptoneta och familjen Leptonetidae. Inga underarter finns listade i Catalogue of Life.